# حمیدرضا حسینی
حمیدرضا حسینی (زاده ۹ مهر ۱۳۷۹ در مشهد) بازیکن فوتسال اهل افعانستان است. حسینی از دوران نوجوانی به عضویت در تیم ملی فوتسال زیر ۲۰ سال افغانستان درآمد. او سابقه‌ی حضور در لیگ برتر فوتسال ایران و اندونزی را در کارنامه ورزشی خود دارد. وی هم اکنون در باشکاه الطائی عربستان بازی می‌کند.

## پیوند بیرونی
- درخشش بازیکنان افغانستانی در لیگ برتر فوتسال عربستان - شبکه تلویزونی سحر